# Lukas Klostermann
Lukas Klostermann (ur. 3 czerwca 1996 w Herdecke) – niemiecki piłkarz, grający na pozycji obrońcy w niemieckim klubie RB Leipzig oraz w reprezentacji Niemiec. Srebrny medalista Igrzysk Olimpijskich 2016. Uczestnik Mistrzostw Świata 2022.

## Życiorys

### Kariera klubowa
W czasach juniorskich trenował w FSV Gevelsberg, w SSV Hagen i w VfL Bochum. 8 marca 2014 został członkiem pierwszego zespołu tego ostatniego. W rozgrywkach 2. Bundesligi zadebiutował 14 marca 2014 w wygranym 2:0 meczu z VfR Aalen.
22 sierpnia 2014 odszedł do RB Leipzig. Kwota transferu wyniosła około 1 miliona euro. Swój pierwszy mecz w Bundeslidze rozegrał 10 września 2016 z Borussią Dortmund, który zakończył się zwycięstwem 1:0 klubu z Lipska. Niedługo potem zerwał więzadła krzyżowe, przez co był zmuszony pauzować przez wiele miesięcy.

### Kariera reprezentacyjna
W 2016 roku został powołany do kadry do lat 23 na Igrzyska Olimpijskie w Rio de Janeiro. Wraz z nią świętował zdobycie srebrnego medalu olimpijskiego po porażce w finale z Brazylią. W seniorskiej reprezentacji zadebiutował 20 marca 2019 w zremisowanym 1:1 towarzyskim meczu z Serbią. Grał w nim do 90. minuty, gdy został zmieniony przez Thilo Kehrera.

### Statystyki kariery
(aktualne na dzień 2 marca 2019)
| Klub       | Sezon     | Liga          | Liga  | Liga | Puchar krajowy | Puchar krajowy | Rozgrywki europejskie | Rozgrywki europejskie | W sumie | W sumie |
| Klub       | Sezon     | Liga          | Mecze | Gole | Mecze          | Gole           | Mecze                 | Gole                  | Mecze   | Gole    |
| ---------- | --------- | ------------- | ----- | ---- | -------------- | -------------- | --------------------- | --------------------- | ------- | ------- |
| VfL Bochum | 2013/2014 | 2. Bundesliga | 9     | 0    | 0              | 0              | –                     | –                     | 9       | 0       |
| RB Leipzig | 2014/2015 | 2. Bundesliga | 13    | 1    | 2              | 0              | –                     | –                     | 15      | 1       |
| RB Leipzig | 2015/2016 | 2. Bundesliga | 30    | 1    | 1              | 0              | –                     | –                     | 31      | 1       |
| RB Leipzig | 2016/2017 | Bundesliga    | 1     | 0    | 0              | 0              | –                     | –                     | 1       | 0       |
| RB Leipzig | 2017/2018 | Bundesliga    | 14    | 1    | 2              | 0              | 6                     | 0                     | 22      | 1       |
| RB Leipzig | 2018/2019 | Bundesliga    | 18    | 3    | 3              | 0              | 9                     | 0                     | 30      | 3       |
| W sumie    | W sumie   | W sumie       | 85    | 6    | 8              | 0              | 15                    | 0                     | 108     | 6       |